# Lygier
Lygier is een historisch Italiaans bromfietsmerk.
Van het merk Lygier is alleen bekend dat men inbouwmotoren van Minarelli toepaste.